# P-700 Granit

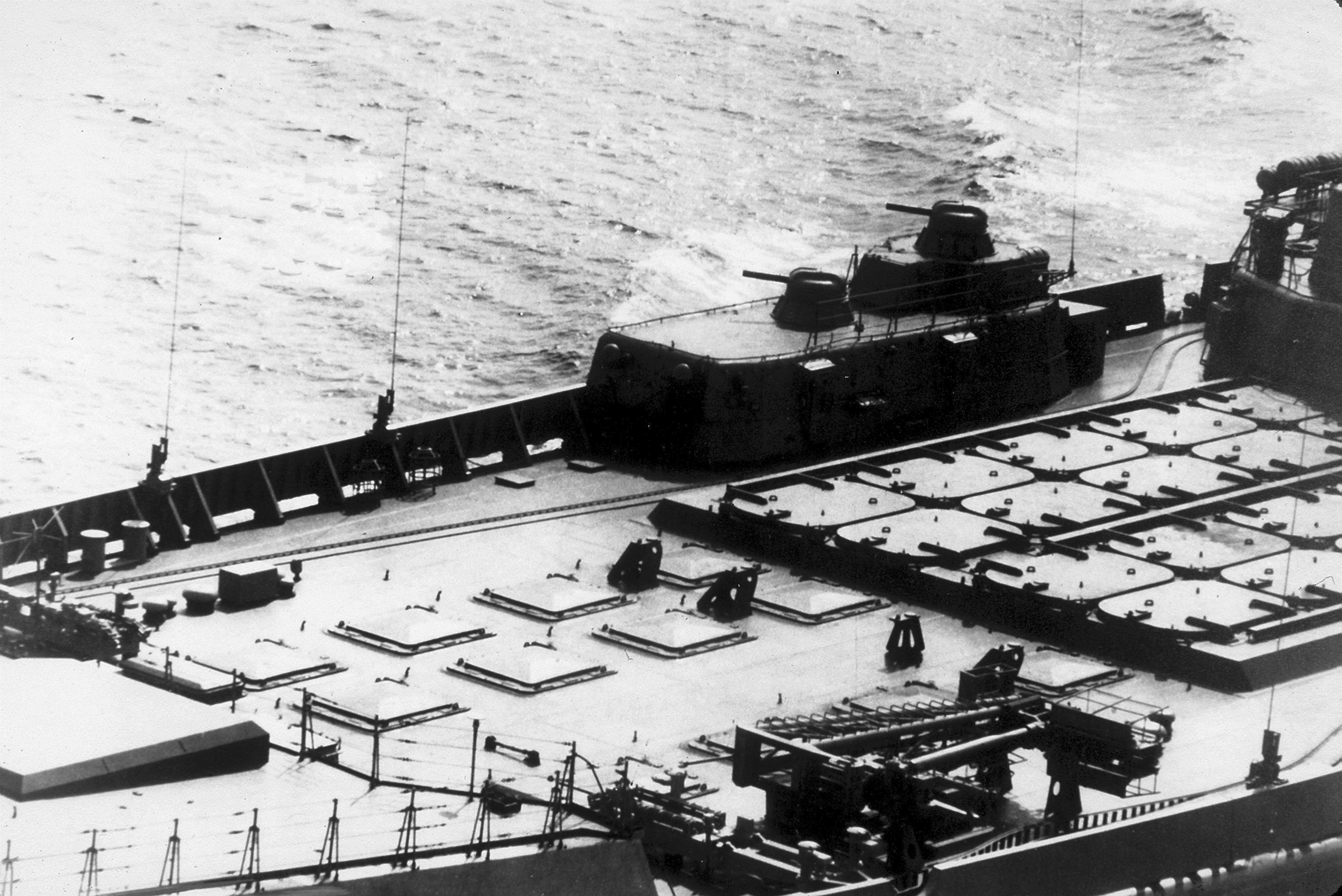
O sistema de lançamento do P-700 a bordo do cruzador Frunze.

O P-700 Granit (em russo:  П-700 "Гранит"; em português:  granito) é um míssil de cruzeiro antinavio desenvolvido e feito para as forças armadas soviéticas e russas. Sua designação da GRAU é 3M45, enquanto sua designação da OTAN é SS-N-19 Shipwreck. É um míssil superfície-superfície e de lançamento por submarino, sendo utilizado tanto contra embarcações quanto para alvos terrestres. Atualmente é utilizado pelos submarinos da Classe Oscar e os navios das classes Kirov e  Kuznetsov.